# Histoire intellectuelle
L'histoire intellectuelle est une des branches de la recherche historique. Elle est d'apparition récente et est agitée par diverses controverses; elle s'apparente à l'histoire des idées. Alors que cette dernière s’intéresse aux idées en elles-mêmes, l’histoire intellectuelle se penche sur les idées dans leur contexte: elles émanent d'auteurs et sont situées dans un espace-temps. L’histoire intellectuelle remet donc en question des pratiques telles que l'utilisation d'un texte uniquement pour ses critères internes. Pour celle-ci, toute idée, toute production intellectuelle renvoie à un cadre spatio-temporel ainsi que sociologique.
Cette discipline a toujours été sujette à controverses. Les écoles françaises et anglo-saxonnes ne sont pas tout à fait d’accord sur la définition elle-même : il est donc possible d’identifier deux histoires différentes, ainsi que différentes origines, selon les auteurs consultés.

## Définition problématique

### Dénomination
D'après le Dictionnaire des sciences historiques  (dir. André Burguière), « définir l'histoire intellectuelle n'est pas chose aisée », et la première raison « se dit dans le vocabulaire même », à cause de la « spécificité nationale des désignations » et de la « résistance à leur traduction d'une langue à l'autre ». Roger Chartier fait état de deux termes dans l'historiographie américaine: intellectual history et history of ideas, tout en signalant qu'« en Europe, aucune des deux désignations n'est bien acclimatée ». En Allemagne, prévaut la Geistesgeschichte; en Italie, la storia intellectuale apparaît moins que storia della filosofia ; en France, toujours selon Roger Chartier, l'« histoire des idées n'a guère d'existence » et l"« histoire intellectuelle ne l'a pas emporté sur le vocabulaire traditionnel (histoire de la philosophie, histoire littéraire, histoire des sciences), ni résisté face au lexique nouveau forgé par les historiens des Annales : histoire des mentalités, psychologie historique, histoire socioculturelle, etc. ».

### Différence avec l'histoire des idées
L’article dans The Encyclopedia of Historians and Historical Writing donne une assez bonne définition de l’histoire intellectuelle. Elle a comme objectif de se pencher sur les penseurs et leurs idées : elle les replace dans leur contexte intellectuel ainsi que dans leurs situations personnelles, afin de mieux saisir l’enjeu de ces idées dans leur époque. Pour ce faire, les historiens de l’intellectuel utilisent le concept de « mentalités », qui a vu le jour au lendemain de la Première Guerre mondiale (cfr. Nouvelle Histoire). L’histoire des mentalités étant principalement française, il n’est pas étonnant que l’histoire intellectuelle ait également une origine française.
Cela conduit alors à une nouvelle prise de conscience : celle qu’il existe de tout temps une élite intellectuelle, mais qu’on ne peut pas en même temps juger des idées et des conceptions de toute une société sur la seule base des idées développées par des intellectuels.
Dès lors, à côté de cette histoire intellectuelle élitaire, se développe du côté allemand, vers la fin du XIXe siècle et le début du XXe siècle, une autre théorie : celle que les idées ont leur propre histoire. Cette conception s’inscrit dans le contexte du positivisme, où l’on met en avant de grandes lois historiques. Cette conception de l’histoire est plus orientée philosophiquement que l’histoire intellectuelle, et elle donne jour à l’histoire des idées.

### Origines
L'histoire intellectuelle en tant que discipline propre est un phénomène relativement récent. On peut toutefois retrouver des antécédents dans diverses disciplines historiques telles que l’histoire de la philosophie, l’histoire des idées et l'histoire culturelle telle qu’elle était pratiquée depuis Burckhardt ou même depuis Voltaire.[réf. souhaitée]
Cependant, la discipline de l'histoire intellectuelle telle qu'elle est comprise maintenant est apparue seulement dans l'immédiat après-guerre, sous le nom d’ "histoire des idées ", notamment grâce à Arthur Lovejoy, fondateur du « Journal of the History of ideas ». Selon certains, cette « Histoire des idées » relève davantage de la philosophie que de l’Histoire de la Philosophie[réf. souhaitée]. Il s’agit, dès lors, d’ancrer davantage l’étude des idées dans son contexte historique. De cette critique naitra l’Histoire intellectuelle.

### Déclin de l'histoire intellectuelle
L’histoire des idées prend fin assez naturellement avec l’apparition de l’école des Annales, qui dénigre de plus en plus le positivisme en place à la fin du XIXe siècle et au début du XXe siècle.
De son côté, l’histoire intellectuelle traverse une crise vers la fin du 20e siècle. En effet, plusieurs des disciplines auxquelles elle a donné naissance, telle l’interprétation des textes (qui se fait désormais de manière non séparée de leur auteur et de leur contexte), ont pris leur indépendance. Beaucoup de ses sujets d’étude ont donc été transmis à la critique littéraire ou encore à l’histoire culturelle.
Si l’histoire intellectuelle veut rester intéressante, elle a besoin de se réinventer. Là aussi une différentiation assez nette s'opère entre la France et les pays anglo-saxons, où des solutions différentes sont trouvées.

## Monde anglo-saxon
En Grande-Bretagne, l’histoire intellectuelle est couplée à l’histoire de la pensée politique depuis la fin des années 1960. Cette vision de l’histoire intellectuelle est particulièrement associée aux historiens de Cambridge: John Dunn et Quentin Skinner. Ces auteurs ont étudié la pensée politique européenne dans son contexte historique, en insistant sur l'émergence et le développement de concepts tels que l'État et la liberté. Skinner en particulier est renommé pour ses essais méthodologiques provocateurs, qui sont largement lus par les philosophes et les praticiens d'autres disciplines humanistes; il a fait beaucoup pour mettre en évidence la pratique de l'histoire intellectuelle.
Aux États-Unis, l'histoire intellectuelle est comprise de manière plus large et englobe de nombreuses formes de production intellectuelle, et pas seulement l'histoire des idées politiques comme en Angleterre. Anthony Grafton de Princeton University et J.G.A. Pocock de l'Université Johns Hopkins notamment incluent des domaines tels que l'histoire de la pensée historique.

## En France
En France, la détermination d'une histoire « intellectuelle », de son objet ou de ses objets d'investigation, émergerait progressivement de l'histoire des « intellectuels » dans la culture française. Il est important de dire que l’histoire Intellectuelle est quasiment absente dans le champ de la recherche historique en France. Cette discipline est généralement peu comprise.
En effet, dans les années 1960 et 1970 en France, l’histoire de la longue durée et l’histoire quantitative, dans la tradition de l’école des Annales, dominaient la production historique. Cela ne laissait que peu de place à l’histoire intellectuelle, considérée comme trop proche du biographique et du politique et donc dévalorisée aux yeux de la plupart des historiens. Pour l'auteur Ann Thompson, ce recul de l'histoire intellectuelle en France peut s'expliquer par diverses raisons.
Tout d’abord, contrairement au monde anglophone où il existe des diplômes en « Histoire intellectuelle » au niveau du master (tel qu’à l’université de Cambridge et de Londres), elle n’est nulle part reconnue en France comme une véritable discipline. De plus, Ann Thomson identifie l’absence de l’histoire intellectuelle en France par l’hégémonie de l’Histoire économique et sociale, mais également par « la perception que l’histoire intellectuelle concernait surtout la philosophie, la littérature, ou la science politique ». Enfin, l’Histoire des idées, comme précurseur de l’histoire intellectuelle, a été largement critiquée par Michel Foucault, ce qui pourrait avoir ralenti sa diffusion en France. Ainsi malgré le fait que les travaux des représentants majeurs en histoire intellectuelle que sont Quentin Skinner et Q. G. A. Pocock aient été traduits en français, ils demeurent malgré tout peu répandus. Il faut donc attendre les années 1980 pour voir émerger un domaine d’étude spécifique sur l’histoire des intellectuels qui rencontre, quant à lui, un certain succès auprès des historiens et du grand public.
Si l’histoire des intellectuels s’intéresse en premier lieu aux protagonistes, l’histoire intellectuelle a pour ambition de remplacer la traditionnelle histoire des idées, qui se contentait de présenter chronologiquement les jeux d’influence d’un auteur à l’autre : « L’histoire intellectuelle entend rendre compte des œuvres, parcours, itinéraires, par-delà les frontières disciplinaires », explique François Dosse.
Roger Chartier considère que « nombre de débats sans issue (et très en recul par rapport à Febvre, Panofsky ou Elias) », en quête de « l'objet propre de l'histoire intellectuelle », se sont engagés sur « les mérites réciproques de l’analyse interne des œuvres et de l’étude externe du contexte, de la compréhension systématique des pensées et du repérage des enracinements sociaux de leur production ou circulation ». Pour le sociologue Pierre Bourdieu, explique Chartier, il s'agirait « de comprendre comment chacun des champs de la production intellectuelle [...] traduit selon ses structures et ses références propres les déterminations extérieures qui pèsent sur lui. C’est donc seulement une analyse du champ particulier considéré, de sa constitution comme champ et de son histoire, de ses divisions et oppositions, de ses règles de fonctionnement, qui peut permettre d’assigner socialement, sans mécanisme ni réductionnisme, les pensées et les idées ».
Concernant les théories de Pierre Bourdieu, qui ne font pas l’unanimité parmi les historiens, François Dosse appelle à « sortir d’une conception statique d’un contexte qui fonctionne trop souvent comme un cadre rigide et une source d’explications mécaniques ». Subissant l’influence du « tournant linguistique », de nombreux chercheurs qui venaient de l’histoire sociale se sont intéressés dans les années 1980 et 1990 aux notions de culture et de représentation, car le social semblait limiter à lui seul la capacité d’explication. Comme l’écrit François Dosse : « On est passé d’une histoire des mentalités triomphante dans les années 1970 à une histoire intellectuelle ou culturelle sur la base d’une critique de plus en plus radicale du mode de réductionnisme impliqué par un déterminisme sociologique ».
François Dosse présente Louis Bodin comme un historien « très à distance du modèle bourdieusien ». Pourtant, dans un ouvrage précurseur paru en 1964, ce dernier regrettait que le monde des intellectuels ne soit pas abordé « comme une réalité sociologique » et que l’« arrière-plan historique, la situation sociale, la dimension culturelle » soient négligés. Selon Louis Bodin et Jean Touchard à la fin des années 1950, l’histoire des intellectuels passe par une étude précise de l’évolution et de la place des structures universitaires. Mais à la fin des années 1990, quand il revient « à son objet d'étude quelque vingt-cinq ans plus tard, Louis Bodin constate l' “explosion” de la bibliographie sur le thème, examiné par des spécialistes de diverses disciplines: histoire, sociologie, science politique, philosophie... Et d'ajouter qu'une telle mobilisation vaudrait la peine que l'on s'interrogeât sur la “prétendue originalité française en ce domaine” ».

### Méthodes
En revanche, ceux qui se situent dans la continuité des recherches engagées par Jean-François Sirinelli privilégient trois outils de recherche (les lieux, les milieux et les réseaux), qui permettent d’opter pour une approche à la fois géographique, sociologique et idéologique. La réflexion est axée sur la structuration du milieu intellectuel, son mode de fonctionnement, son rapport au politique. Les réseaux intellectuels se forgent autour de fortes personnalités, mais leur constitution est complexe, car elle relève de toute une série d’éléments, à la fois institutionnels, scientifiques, politiques, amicaux... Pour les universitaires, les liens entre individus se tissent généralement au cours de la formation ou des activités militantes. La dynamique de ces réseaux repose sur les convictions idéologiques des protagonistes.
Dans la perspective d’une histoire politique des intellectuels, Jean-François Sirinelli et Jean-Pierre Rioux ont également ouvert la voie à l’étude des structures de sociabilité, dont l’objectif est de mener une étude « des relations entre le politique et le culturel, qu’il s’agisse d’idéaux, d’acteurs ou de cultures politiques » Mais cette démarche a été critiquée : « Le problème est de ne pas réduire l’histoire des intellectuels à la composante "intellectuels" d’une plus vaste histoire politique. ». Par ailleurs, Mil neuf cent, dirigé depuis 1983 par Jacques Julliard et qui a pour sous-titre Revue d'histoire intellectuelle, essaie d'aborder à sa manière la thématique pour la période 1870-1920.
Toute une série d’outils méthodologiques sont désormais disponibles pour écrire l’histoire d’un échantillon sélectionné d’intellectuels. L’étude des parcours individuels est indispensable pour comprendre les comportements intellectuels. L’analyse par générations est souvent déterminante pour expliquer les attitudes intellectuelles, même si elle n’est pas systématiquement applicable.

## Histoire des intellectuels
Comme suggéré ci-dessus, la dénomination d'« histoire intellectuelle » croise en France celle d'une « histoire des intellectuels » : « Apparue au début des années 1960 en France, l'histoire des intellectuels a connu un fort développement jusqu'à la fin des années 1980 », analyse Vincent Duclert en 2003 dans les Cahiers du Centre de Recherches Historiques (CRH) / EHESS. Selon cet auteur, « La nécessité de promouvoir une histoire intellectuelle à part entière découle ainsi de l'analyse de la rencontre difficile entre histoire des intellectuels et histoire culturelle en France, l'une se révélant au contact de l'autre et réciproquement ».

### Monographies et articles traitant de l'histoire intellectuelle
- Assis, Arthur Alfaix. History of Ideas and its Surroundings. In: Bloomsbury History: Theory and Method. London: Bloomsbury Publishing, 2021.
- Les Intellectuels au Moyen Âge, Collections Microcosme « le Temps qui court », Le Seuil, 1957.
- Pascale Goestschel, Emmanuelle Loyer, Histoire culturelle et intellectuelle de la France au XXe siècle, Paris, Armand-Colin, Collection "Cursus", 2002.
- Chomsky N., et al., The Cold War and the University: Toward an Intellectual History of the Postwar Years, New-York, 1997
- Higham, J., The Rise of American Intellectual History dans American Historical Review, numéro 56, 1951, p. 453–471.